# Рой Барґі
Рой Фредрік Барґі (англ. Roy Fredrick Bargy, 31 липня 1894 – 16 січня 1974) — американський композитор і піаніст.

## Біографія
Народився в Нюейґо, штат Мічиган, ріс в Толідо, Огайо. У 1919 р. почав працювати, разом з Чарлі Стрейтом, в компанії Imperial Piano Roll Company в Чикаго, де він виконував твори для піано-роликів, а також аранжував та писав музичні твори. Він був лідером, піаністом та аранжувальником оркестру Бенсона в Чикаго з 1920 до 1922 р. (коли його замінив Дон Бестор), а надалі працював з оркестрами Ішама Джонса та Пола Вайтмена. Також записував соло для фортепіано для компанії Victor Records.
Був одруженим двічі; від першої дружини, Ґретхен, мав дві доньки, 1922 і 1924 р. народження.
В 1928 р. він був першим піаністом, який записав Piano Concerto in F Дж. Гершвіна (в аранжуванні Ferde Grofé; разом з Полом Вайтменом та його Concert Orchestra).
З 1943 і до припинення праці він був музичним директором Джиммі Дюранте.
Помер у м. Віста, Каліфорнія у віці 79 років.

## Вибрані твори
- Ditto (1920)
- Omeomy (1920)
- Slipova (1920)
- A Blue Streak (1921)
- Knice and Knifty (with Charley Straight, 1921)
- Rufenreddy (with Charley Straight, 1921)
- Behave Yourself (1922)
- Jim Jams, No. 7 from Piano Syncopations (1922)
- Justin-Tyme (1922)
- Pianoflage (1922)
- Sunshine Capers (1922)
- Sweet And Tender (1923)
- Feeding The Kitty (1924)
- Get Lucky (1924)
- Trouble In Thirds (1925)